# Kodifikation
Kodifikation (lat.) anvendes til at bearbejde og organisere viden således, at den bliver eksplicit, letforståelig og tilgængelig. Målet med kodificeringen er at organisere en organisations viden, så den er tilgængelig for dem, der skal bruge den.
Kodificering af viden bygger på den opfattelse, at viden kan kortlægges, beskrives og modelleres. Når viden er kodificeret, kan den eksempelvis lagres i databaser og hermed gøres lettilgængelig for andre personer.

## Principper
Davenport og Prusak giver i bogen Working Knowledge (1998) deres bud på 4 basisprincipper til brug ved kodificering af viden i en organisation:
1. Organisationen fastlægger mål for den viden, der skal kodificeres.
2. Knowledge managers identificerer organisations viden med henblik på at nå de fastlagte mål
3. Den viden, der skal kodificeres, vurderes i forhold til brugbarhed, relevans og om den er egnet til kodificering
4. Et passende medie til kodificeringen og distribution skal identificeres

## Historiske eksempler fra Frankrig og Tyskland
De napoleonske lovbøger: Code civil, Code de procédure civile, Code de commerce, Code d instruction criminelle og Code pénal (se Code Napoléon) er eksempler på lovsamlinger der er skabt ved hjælp af kodificering.
Genoprettelsen af det Tyske kejserrige fremkaldte en række rigslove af kodifikatorisk karakter. Den væsentligste var Bürgerliches Gesetzbuch med 2385 paragraffer. Loven blev offentliggjort i 1896 og trådte i kraft den 1. januar 1900.

## Historiske eksempler fra Danmark
I Danmark er en række ældre love skabt ved kodifikation, nemlig Christian Vs lovbog af 1683, Danske Lov. Af dens regler er dog efterhånden den største del trådt ud af kraft. De væsentligste dele af strafferetten blev kodificeret i den borgerlige straffelov af 1866 og den militære af 1881. Den private søret blev kodificeret gennem søloven af 1892 og retsplejereglerne ved Retsplejeloven af 1916.